# Senička
Senička (en allemand : Klein Zinitz) est une commune du district et de la région d'Olomouc, en République tchèque. Sa population s'élevait à 368 habitants en 2023.

## Géographie
Senička se trouve à 8 km au sud de Litovel, à 15,5 km au nord-ouest d'Olomouc, à 59 km au nord-est de Brno et à 195 km à l'est-sud-est de Prague.
La commune est limitée par Senice na Hané à l'ouest, au nord, à l'est et au sud, et par Náměšť na Hané au sud-ouest et par Bílsko à l'ouest.

## Histoire
La première mention écrite de la localité date de 1349.

## Galerie

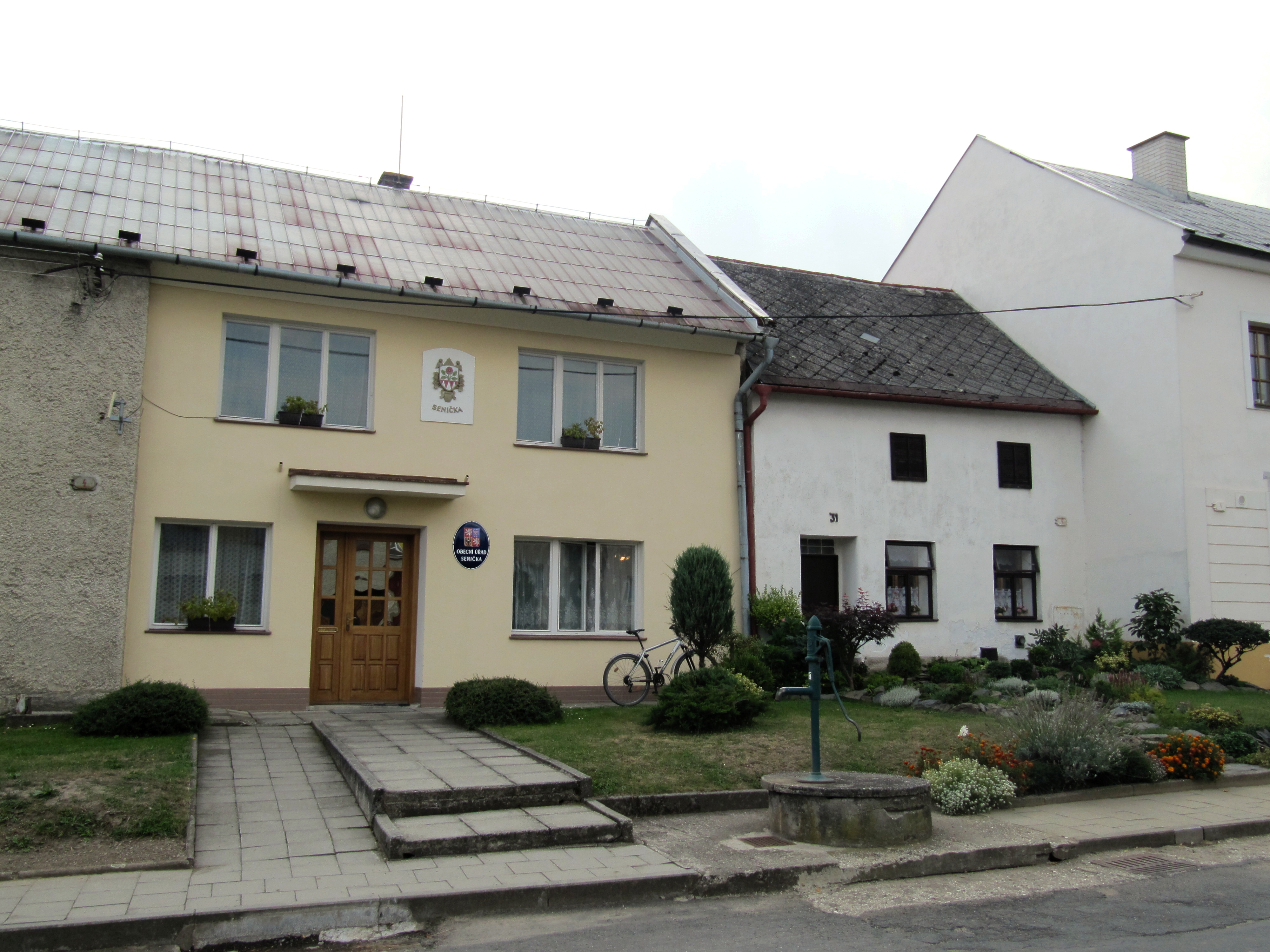
Senička : la mairie.
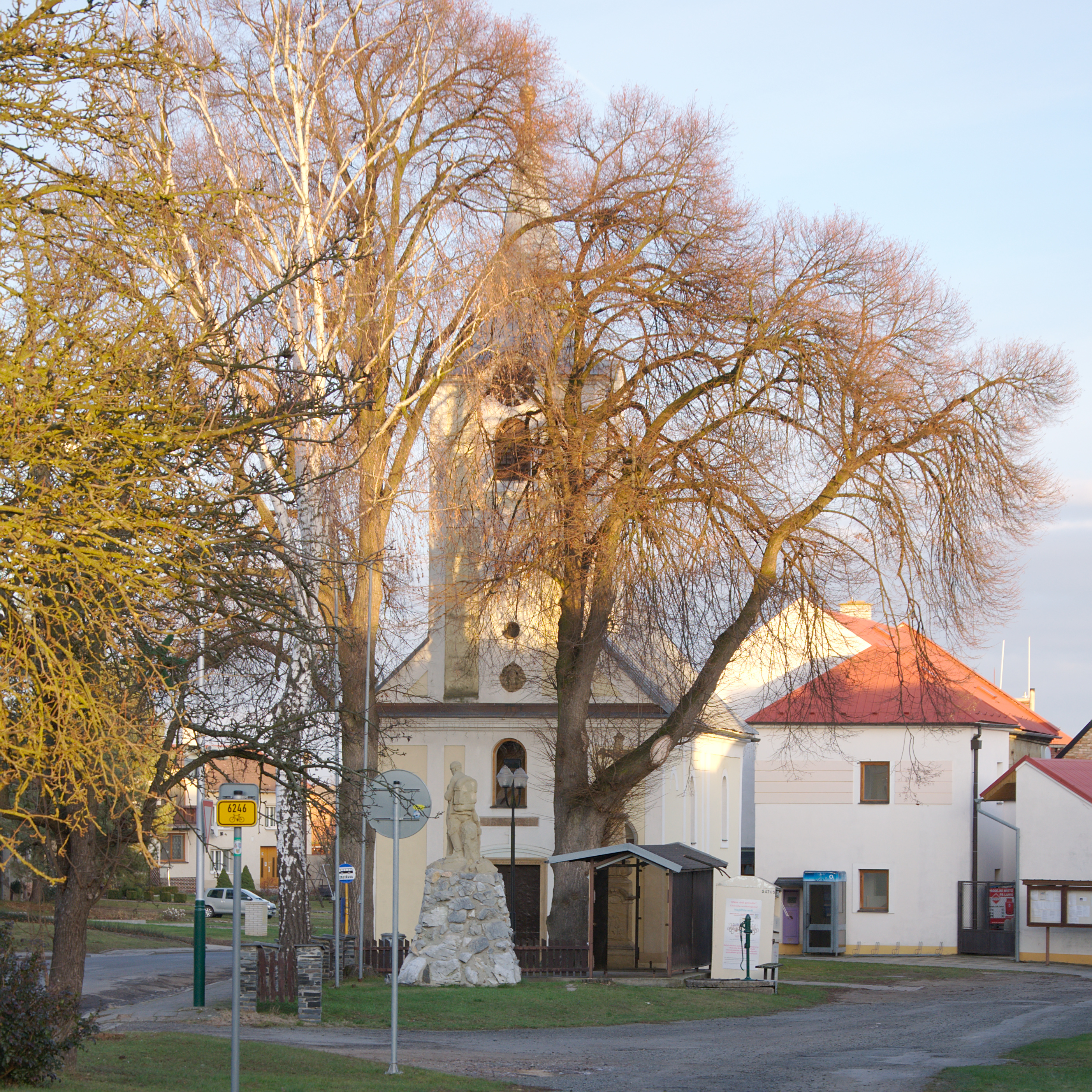
Chapelle des Anges-Gardiens.

## Transports
Par la route, Senička se trouve à 12 km de Litovel, à 20 km d'Olomouc et à 233 km de Prague.